# Красавин, Юрий Вильевич
Ю́рий Ви́льевич Краса́вин (род. 17 октября 1953, Харьков) — советский и российский композитор, автор музыки к фильмам и балетам. Дважды лауреат премии «Золотая маска»: специальной премии жюри (в составе творческого коллектива создателей балета «Пахита») и премии «Лучшая работа композитора. Музыкальный театр» (за музыку к «Пиковая дама. Балет», Нижегородский театр оперы и балета им. А. С. Пушкина) в сезоне 2023/24.

## Биография
Родился в 1953 году в Харькове. Учился в Краснодарском, затем в Ленинградском музыкальном училище имени Римского-Корсакова в классе Галины Уствольской. Окончил Ленинградскую государственную консерваторию в 1986 году (класс Александра Мнацаканяна). Преподавал в детской музыкальной школе в Ленинградской области.
Музыку начал сочинять в 1970 году. Среди сочинений: «Горизонтальная страна» (аудиовизуальная композиция), «Соната с тенью для двух фортепиано», «Посвящение Кейджу» (музыка должна звучать одновременно в семи городах в день и час рождения композитора в его семидесятилетие), «Gloria» (композиция для семи инструментов к 1000-летию Крещения Руси), «Новгородский концерт» для фортепиано в четыре руки, оркестровые пьесы, пьесы для камерных ансамблей, четыре фортепианные сонаты, множество фортепианных сочинений, пьесы для детей, музыка к кинофильмам, телефильмам и драматическим спектаклям.
В 1999 году удостоен премии Международного конкурса композиторов имени Прокофьева. Тогда же прошла премьера его балета «Магриттомания» в оперном театре Сан-Франциско (балетмейстер-постановщик Юрий Посохов). В 2003 году в Берлине состоялась премьера концерта для скрипки и виолончели с оркестром «Семь остановок в Юго-Восточной Азии».
Свою лучшую киномузыку Красавин написал к телесериалам режиссёра Сергея Урсуляка. В 2009 году лирическая фоновая мелодия Красавина, вступившая в полифоническое взаимодействие с оригинальной музыкой Микаэла Таривердиева, украсила фильм «Исаев» о молодости легендарного разведчика Штирлица. Через 6 лет эта же лирическая тема прозвучала тревожным лейтмотивом судьбы и страдания в четвёртой экранизации романа Михаила Шолохова «Тихий Дон» (2015). В последующие годы композитор прекратил работать для кино.

## Фильмография
- 1993 — У попа была собака…
- 1993 — Мне скучно, бес
- 2004 — Конвой PQ-17
- 2005 — Господа присяжные
- 2006 — Герой нашего времени
- 2006 — Бесы
- 2007 — Пером и шпагой
- 2007 — Варварины свадьбы
- 2009 — Царь
- 2009 — Исаев
- 2010 — Брестская крепость[5]
- 2015 — Тихий Дон

## Музыка к балетам
- «Магриттомания»[6]
- «Герой нашего времени»[7]
- «Пахита» (свободная транскрипция музыки Э. Дельдевеза и Л. Минкуса по заказу Екатеринбургского театра оперы и балета)[7]
- «Танцемания» (по заказу Большого театра)[8]
- «Буря» (Большой театр)[9]
- «Пиковая дама» (Большой театр)[10]
- «Пиковая дама» (Нижегородский театр оперы и балета имени А. С. Пушкина)[11]